# 達斯汀·蘭斯·布雷克
達斯汀·蘭斯·布雷克（英語：Dustin Lance Black，1974年6月10日—）是一名美國編劇、導演、電視和電影製作人以及LGBT運動家。他以《自由大道》一作奪得2008年奧斯卡金像獎最佳原創劇本。

## 早年生活
布雷克的父親勞爾·加里森（Raul Garrison）在布雷克年輕時就離開了他患有骨髓灰質症的母親羅莎娜（Roseanna）和他的兩個兄弟：馬庫斯·勞爾（Marcus Raul）和托德·布萊恩特（Todd Bryant）。他們在摩門教家庭長大，原本住在德克薩斯州的聖安東尼奧，後來搬家到加利福尼亞州的薩利納斯 。
因為在摩門教文化與軍事基地的圍繞中長大，所以布雷克曾經擔心他的性取向，六、七歲時他發現自己被一個鄰居男孩所吸引，他告訴自己：「我會下地獄的。如果我承認，我會受到傷害，我會被打倒。（I'm going to hell. And if I ever admit it, I'll be hurt, and I'll be brought down.）」。他說他對自己的性取向的「敏銳意識」使他變得陰暗、害羞，有時甚至有自殺念頭。他在大學四年級時出櫃。
在北薩利納斯中學就讀期間，他開始在薩利納斯的西部舞台劇院工作，後來在好萊塢哈德遜主舞台劇院（Hollywood's Hudson Main Stage Theater）從事包括《Bare》在內的製作工作。布萊克就讀於加利福尼亞大學洛杉磯分校戲劇、電影和電視學院同時向舞台導演學徒、從事表演工作並在劇院燈光團隊工作。他在1996年以優異成績畢業。

## 個人生活
他已出櫃，伴侶為英國跳水運動員湯姆·戴利。2015年10月1日，兩人宣布訂婚，並在2017年5月，於戴利家鄉的Bovey城堡完婚。2018年6月30日，兩人宣布透過代母生產的兒子於同年6月27日出生，取名為Robert "Robbie" Ray Black-Daley 
2023年4月5日，戴利和伯克宣布他們的第二個兒子出生，出生於2023年3月28日。
兩人現居倫敦。

## 外部連結
- 達斯汀·蘭斯·布雷克在互联网电影资料库（IMDb）上的資料（英文）
- Dustin Lance Black的Instagram帳戶 （页面存档备份，存于）